# 1881 en Italie
Chronologie de l'Italie
- 1877
- 1878
- 1879
- 1880
- 1881
- 1882
- 1883
- 1884
- 1885

## Événements

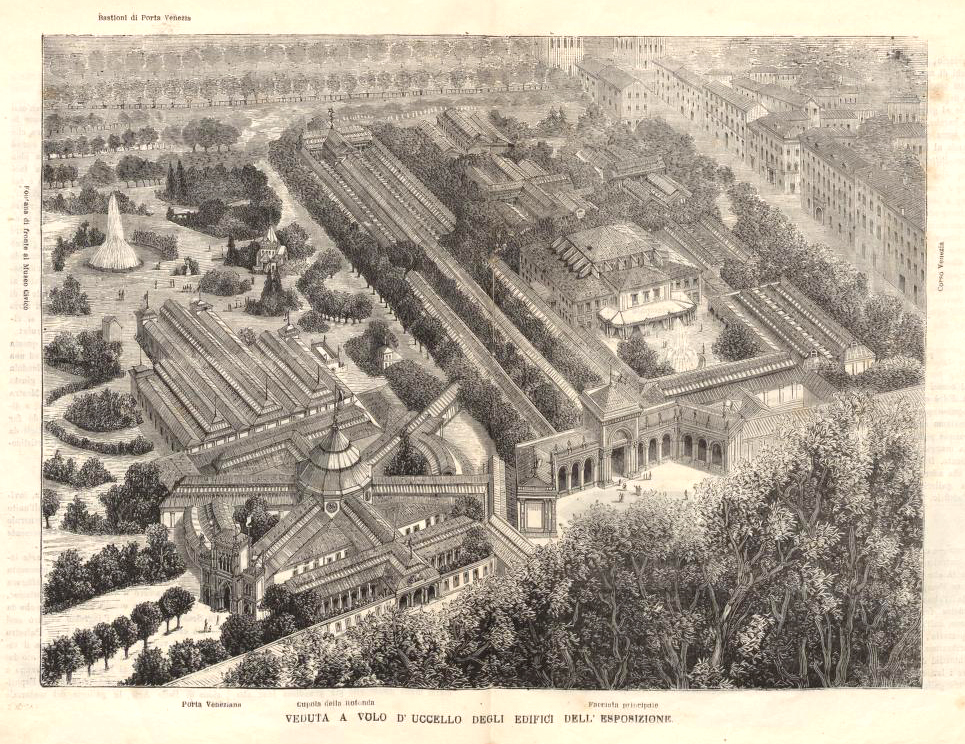
Vue de l'.

- 6 mai : inauguration de l'exposition nationale de Milan[1].
- 12 mai : la France, dont les troupes sont entrés en Tunisie le 24 avril, signe avec le bey le traité du Bardo. L'événement provoque de vives réactions en Italie[2], qui jouit en Tunisie, grâce à une importante communauté italienne (30 000 personnes), d'une situation privilégiée.
- 29 mai : le président du Conseil italien Benedetto Cairoli démissionne et Agostino Depretis lui succède (gouvernement Depretis IV, fin le 25 mai 1883). Il gouverne sans interruption jusqu’à sa mort en 1887[3].

- 12-13 juillet : de graves incidents anticléricaux troublent le transport du corps du pape Pie IX de Saint-Pierre à Basilique Saint-Laurent-hors-les-Murs[4].

- 24-29 juillet : fondation lors d'un congrès à Rimini du Parti socialiste révolutionnaire de Romagne (Partito Socialista Rivoluzionario di Romagna) par Andrea Costa et le 30 avril du journal l’Avanti!. Il obtient deux sièges aux élections de 1882[5],[6].
- 3 novembre : accord commercial conclu à Paris entre l'Italie et la France[7].
- 6 novembre : inauguration de l’académie navale de Livourne[8].
- 29 décembre : premier numéro du quotidien Il Piccolo, fondé à Trieste par l'irrédentiste Teodoro Mayer[9].
- 31 décembre : recensement ; 28 459 628 habitants[10]. Période d'expansion urbaine en Italie : de 1881 à 1911, la population des communes de plus de 20 000 habitants passe de 23,7 à 31,3 % et la population de Milan, Turin, Gênes, Naples et Rome de 5 à 7,7 %[11].

- 9 506 km de chemin de fer[12].

## Culture

### Livres parus en 1881
- Carlo Collodi : Les Aventures de Pinocchio.
- Giovanni Verga : I Malavoglia.

## Naissances en 1881
- 9 janvier : Giovanni Papini, écrivain. († 8 juillet 1956)
- 15 septembre : Ettore Bugatti, industriel et inventeur, pionnier de l'automobile, fondateur en 1909 du constructeur automobile de luxe Bugatti. († 21 août 1947)
- 17 novembre : Nazzareno De Angelis, chanteur d'opéra, l'une des plus grandes voix de basse du XXe siècle. († 14 décembre 1962)
- 7 décembre : Giuseppe Amisani, peintre. († 8 septembre 1941)

## Décès en 1881
- 11 janvier : Giovanni Arrivabene (it), 93 ans, homme politique, économiste et patriote de l'Unité italienne, sénateur du royaume d'Italie. (° 24 juin 1787)
- 20 mars : Uranio Fontana, 65 ans, compositeur. (° novembre 1815)
- 30 mars : Vincenzo Jacovacci, 69 ans, impresario et directeur d'opéra. (° 14 novembre 1811)
- 11 avril : Eugenio Cavallini, 74 ans, violoniste, qui fut premier violon de l'orchestre de La Scala de 1833 à 1855[13] et compositeur. (° 16 juin 1806)
- 3 juillet : Achille De Bassini, chanteur d'opéra (baryton). (° 5 mai 1819)
- 3 novembre : Giovanni Ruffini, 74 ans, écrivain, poète, librettiste, diplomate, homme politique et patriote du Risorgimento. (° 20 septembre 1807)
- 17 décembre : Giulio Briccialdi, 63 ans, flûtiste et compositeur. (° 2 mars 1818)
- 30 décembre :  Corrado Miraglia, 60 ans, chanteur d'opéra (ténor). (° 1821)